# Felipe Saliba
Felipe Maurício Saliba de Souza (Belo Horizonte, 12 de junho de 1980), é um advogado, empresário e político brasileiro, filiado ao Partido Renovação Democrática (PRD). É deputado federal por Minas Gerais.

## Política
Concorreu a prefeitura de Contagem na eleição municipal em 2020, perdendo no segundo turno para Marília Campos (PT).
Em 2022 foi candidato a deputado federal pelo Patriota. Saliba obteve 33.613 votos (0,30%), ficando com a primeira suplência. Após o deputado eleito Fred Costa licenciar-se do cargo em 5 de dezembro de 2023 para formação do PRD no estado, Saliba assumiu a vaga.

## Desempenho eleitoral
| Ano  | Eleição                   | Partido  | Cargo            | Votos   | %                 | Resultado  | Ref   |
| ---- | ------------------------- | -------- | ---------------- | ------- | ----------------- | ---------- | ----- |
| 2020 | Municipal de Contagem     | DEM      | Prefeito         | 52.371  | 18,42% (1º Turno) | Não eleito | [ 6 ] |
| 2020 | Municipal de Contagem     | DEM      | Prefeito         | 139.987 | 48,65% (2º Turno) |            | [ 6 ] |
| 2022 | Estaduais em Minas Gerais | Patriota | Deputado Federal | 33.613  | 0,30%             | Suplente   | [ 4 ] |